# Shalḩeh
Shalḩeh är en ort i Iran.   Den ligger i provinsen Khuzestan, i den västra delen av landet, 700 km söder om huvudstaden Teheran. Shalḩeh ligger 1 meter över havet och antalet invånare är 297.
Terrängen runt Shalḩeh är mycket platt. Runt Shalḩeh är det ganska tätbefolkat, med 139 invånare per kvadratkilometer. Närmaste större samhälle är Khorramshahr, 6,3 km väster om Shalḩeh. Runt Shalḩeh är det i huvudsak tätbebyggt.